# Ledermuelleria spinosa
Ledermuelleria spinosa är en spindeldjursart som beskrevs av Charles Thorold Wood 1967. Ledermuelleria spinosa ingår i släktet Ledermuelleria och familjen Stigmaeidae. Inga underarter finns listade i Catalogue of Life.